# Pocahontas
 For alternative betydninger, se Pocahontas (flertydig). (Se også artikler, som begynder med Pocahontas)
Pocahontas (eller Matoaka) (født 1595 i Virginia død 1617) var datter af den store indianerhøvding, Powhatan (eller Wahunsonacock). Den indianske Powhatan Renape-nation har gjort opmærksom på, at Pocahontas kun var hendes tilnavn, som nærmest kan oversættes med "drilsk barn", og at hendes egentlige navn var Matoaka.

## Biografi
Da englænderne i 1607 kom til landet, skaffede Pocahontas mad til dem og opholdt sig desuden meget i kolonien. Hun fungerede som ambassadør, forhandler, mægler og tolk mellem de to folk.

### John Smith
Hun blev gode venner med koloniens leder Kaptajn John Smith, som hun også reddede, da han var ved at blive henrettet af indianerne. Der er blevet lavet mange historier om, at John Smith og Pocahontas havde et intimt forhold, men sagen er den at Pocahontas kun var mellem 11 og 13 år, på det tidspunkt, og John Smith var omkring 30 år.
Smith måtte dog efter nogle år rejse hjem til England igen, da han blev hårdt såret, da nogle tønder med krudt eksploderede.

### Fange, ægteskab og hyldest
Pocahontas blev på et tidspunkt taget til fange af nybyggerne, hvor hun senere mødte tobaksdyrkeren John Rolfe. De blev gift, fik en søn, Thomas Rolfe og rejste sammen til England, hvor Pocahontas modtog stor hyldest. Rolfe havde mistet kone og barn under et ni måneders ophold på Bermuda. De var rejst fra Plymouth 2. juni 1610 med kurs mod den nyanlagte koloni Jamestown i Virginia, men forliste i en forrygende tre dages storm ud for Bermuda, som følgesvennen William Strachey senere beskrev i en beretning, der ser ud til at have inspireret Shakespeare til skuespillet Stormen.

### Eftermæle
På vej tilbage til Virginia i 1617 blev Pocahontas syg og døde sandsynligvis af kopper på den aften, de nåede Virginia. Hun ligger gravlagt i menighedskirkens kapel i Gravesend.
John Rolfe rejste efterfølgende hjem til Virginia, men fik sønnen Thomas bosat hos en ven af Rolfe.
Rolfe døde nogle år senere, angiveligt under et sammenstød mellem indianerne og nybyggerne, som efter Powhatans tilbagetrækning fra høvdingepositionen var kommet ud i uoverensstemmelser og uenighed og nu var ledet under Powhatans bror, som dog ikke havde Powhatans lederevner.
John Smith døde efter sigende i 1631, ugift. Han skrev inden sin død en bog om bl.a. sit møde med Pocahontas og de andre indfødte.
Thomas Rolfe, Pocahontas og John Rolfes søn, giftede sig med Jane Poythress, og de fik ét barn, Jane Rolfe.
Efterkommere af Pocahontas og John Rolfe udgør en af de førende familier i Virginia, med tilnavnet "the Red Rolfes".

## Film
- Pocahontas and John Smith (1924): Amerikansk film instrueret af Bryan Foy.
- Captain John Smith and Pocahontas (1953): Amerikansk film instrueret af Lew Landers.
- Pocahontas (1995): Disney-tegnefilm om forholdet mellem Pocahontas og John Smith.
- Pocahontas 2: Rejsen til England (1998): Disney-tegnefilm om Pocahontas rejse til England og mødet med John Rolfe.
- Pocahontas: The Legend (1995): Amerikansk film instrueret af Danièle J. Suissa.
- Young Pocahontas (1997): Amerikansk lavbudget-tegnefilm.
- Pocahontas (1999): Japansk film instrueret af Toshiyuki Hiruma Takashi.
- The New World (2005): Storfilm instrueret af Terrence Malick, med Q'Orianka Kilcher som Pocahontas og Colin Farrell som John Smith.